# Spatalia argentina
Spatalia argentina är en fjärilsart som beskrevs av Ignaz Schiffermüller 1776. Spatalia argentina ingår i släktet Spatalia och familjen tandspinnare. Inga underarter finns listade i Catalogue of Life.